# Jean Barrientos
Jean Pierre Agustín Barrientos Acosta  (Montevideo, Uruguay, 16 de septiembre de 1990) es un futbolista uruguayo. Juega como mediocentro organizador y su equipo actual es Volos NFC de la Superliga de Grecia.

## Trayectoria
Surgido del Racing de Montevideo donde debutó en 2009, pasó en 2010 al Vitória Guimarães de Portugal durante 3 años, donde en la temporada 2012-13 el club logró el mayor éxito de toda su historia al vencer al Benfica en la final de la Taça de Portugal con un resultado de (2-1). Barrientos tuvo una actuación destacada en la semifinal de ese torneo convirtiendo 2 goles al Sporting Clube de Braga clásico rival del Vitória Guimarães. 
Más tarde tendría un breve pasaje por el Wisla Cracovia del fútbol polaco donde solo estuvo seis meses y convirtió el que fue considerado mejor gol de la temporada 2014-15 de esa liga. En 2015 volvió a Racing de Montevideo para luego terminar en el club Olimpo de Bahía Blanca de la primera división Argentina donde jugó 7 partidos y recalar en el FBC Melgar de la Primera División del Perú, siento esta su cuarta experiencia en el extranjero.

## Clubes
| Club                   | País          | Año             | Part. | Goles | Asist. |
| ---------------------- | ------------- | --------------- | ----- | ----- | ------ |
| Racing de Montevideo   | Uruguay       | 2009 - 2011     | 59    | 12    | 2      |
| Vitória Guimarães      | Portugal      | 2011 - 2015     | 103   | 7     | 15     |
| Wisla Cracovia         | Polonia       | 2015            | 19    | 1     | 1      |
| Racing de Montevideo   | Uruguay       | 2015            | 15    | 3     | 2      |
| Olimpo de Bahía Blanca | Argentina     | 2016            | 7     | 0     | 1      |
| FBC Melgar             | Perú          | 2016 - 2017     | 38    | 3     | 2      |
| Racing de Montevideo   | Uruguay       | 2018            | 22    | 4     | 1      |
| Xanthi F. C.           | Grecia        | 2019            | 43    | 3     | 2      |
| Volos NFC              | Grecia        | 2020 - presente | 89    | 5     | 8      |
| Total carrera          | Total carrera | Total carrera   | 395   | 38    | 34     |

## Palmarés

### Campeonatos nacionales
| Torneo           | Club            | País | Año  |
| ---------------- | --------------- | ---- | ---- |
| Torneo de Verano | F. B. C. Melgar | Perú | 2017 |